# حامد مير
حامد مير (مواليد 23 يوليو 1966) هو صحفي باكستاني ومحرر. اشتهر باجرائه لقاءً صحفيا مع أسامة بن لادن في العام 1997. وهو أيضا مذيع اخبار وخبير مكافحة إرهاب ومحلل أمني يشارك بانتظام في المؤتمرات الدولية. كما أنه معروف بمقالاته باللغات الأردية والهندية والبنغالية والإنجليزية، ويستضيف برنامج حواري سياسي تلفزيوني شعبي. منعه النظام العسكري للجنرال برويز مشرف من الظهور على التلفزيون في عام 2007. منع مرة أخرى من حكومة زرداري التي يقودها حزب الشعب الباكستاني في يونيو 2008.

## روابط خارجية
- حامد مير على موقع إي آس بي آن كريك إنفو (الإنجليزية)